# 夜廻三
『夜廻三』（よまわり さん）は、日本一ソフトウェアより2022年4月21日に発売されたゲームソフト。対応プラットフォームはMicrosoft Windows（Steam版）・Nintendo Switch・PlayStation 4。
2017年8月24日に発売された『深夜廻』の続編にあたる。元々『夜廻』シリーズは前作で完結する予定であったが、急遽製作の話が入ったがために敵キャラクターやグラフィックは前作・前々作からの流用が多く、製作期間も前作の2年と比べ、約5年と空いている。
キャッチコピーは「まぶたの裏で、君が死ぬ」

## 登場人物
ユズ
今作の主人公。朝までに、自分にかけられた呪いを解くために「思い出」を探して夜の街を廻る。
気弱で幼い性格、背負っている長い耳がついたウサギ型のナップサックが特徴的。

ムギ
主人公の飼っている白くてふわふわした猫。主人公によく懐いている。

思い出の中の少女
主人公の思い出の中に現れる少女。「何か」を探して夜の街を彷徨っている。
お姉さんらしい強気な性格と体にかけている大きなカメラ、緑がかった癖のある髪が特徴的。

人面鳥（コトリ）
舞台となる街で民話として受け継がれてきている化け物。その目であらゆる時間を監視していると言われている。

## あらすじ
とある少女「ユズ」は、学校の屋上から飛び降りた後、雪の降る不思議な森の中で目を覚ます。
森を彷徨うユズは、そこで出会った緑髪の少女から、自身が呪われているということを告げられる。
タイムリミットは朝6時、呪いを解くカギである「思い出」を探し、ユズは夜の街へと繰り出す──

## アイテム
懐中電灯
暗い道を照らすほか、闇夜に紛れるお化けを見つけることが出来る。ON/OFFを切り替えることも可能。
石ころ
投げることでお化けの気を引くことが出来る。一部のオブジェにぶつけることで、何かが起こることもある。
十円玉
道中のお地蔵さんや公衆電話を使い、セーブするために使う。投げるとチャリンと鳴る。
紙飛行機
投げることでお化けの気を引くことが出来る。石ころよりも遠くへ飛ぶ。
マッチ
一部の場所のみ手に入る。周りを少し明るくしたり、藁人形を燃やすことが出来る。
魚型のエサ
猫に投げると寄ってくる。
思い出のモノ
手に入れるごとに忘れていた思い出の一部を思い出すことが出来る。一章クリアごとに手に入る。

## 前作・前々作からの変化点
・目を塞ぐ…茂みやゴミ袋に隠れてやり過ごすことが出来なくなった代わりに追加された、お化けから隠れるためのアクション。
・見た目と性別と名前の変更…プレーヤーの好みに合わせて、ある程度は好きな主人公を作れる。
・自由探索…ストーリーの順番が決まっておらず、独立した短編ストーリーを好きなところから探索することが出来る。
・お守りの撤廃…深夜廻のように探索の助けとなる効果を有するお守りがなくなった。
・主人公の数…前作は二人の視点を切り替えながら進んだが、今作から前々作と同様に一人に戻った。

## システム
舞台となる夜の街を懐中電灯で照らしながら探索して行き、可動エリアを広げるための思い出のモノや、先に進むために必要となるカギなどのアイテムを集めながら、忘れてしまった思い出を思いだすために、朝までに呪いを解いていく。
道中にはたくさんのお化けが徘徊しており、捕まると殺され、事前にセーブした場所まで戻されてしまう。
そのため、横を上手く走り抜けるか、目を隠すことで見つからないようにするなどして、上手く逃げる必要がある。一部のお化けは闇夜に紛れて見えないため、光を当てるか、高鳴る心臓音を頼りに位置を把握すると良い。
また、お化けに見つかった状態やクモの巣の張った状態では走る体力の減りが早くなるため、しっかりと管理が必要。

## 小説
2024年07月27日にPHP研究所より刊行。著書は「夜廻」や「深夜廻」も担当した黒史郎であり、同作品を担当した溝上侑がイラストを務めている。価格は本体価格1,800円(税込1,980円)
主人公と少女との関係や過去の出来事、2人が呪いを受けた原因等についてより詳しく描写されている。